# 傑夫·麥克尼爾
傑夫·麥克尼爾（英語：Jeff McNeil，1992年4月8日—），綽號「松鼠」和「飛鼠」，為美國職棒大聯盟的工具人，目前效力於紐約大都會。

## 職業生涯
2013年美國職棒大聯盟選秀，麥克尼爾在第12輪被大都會選走。
2018年7月24日，麥克尼爾登上大聯盟。他在初登板首打席首球就敲出大聯盟首安。7月31日，他敲出大聯盟首轟。整季他的打擊率為3成29，面對右投的打擊率甚至高達3成45。最後他在新人王票選上拿下一張選票，跟哈里森·貝德及平野佳壽並列第六名。而他也以高擊球率與低三振率聞名。
2019年，大都會交易來羅賓森·坎諾，因此麥克尼爾成為左外野手。他在上半季繳出3成48的打擊率，因此順利入選明星賽。8月5日，他僅以599個打席就敲出生涯200安，寫下隊史最快紀錄。整季他的打擊率為3成18，並敲出23轟與75分打點。他的揮棒率59.9%和面對好球的出棒率85%都是大聯盟球員最高。
2020年，麥克尼爾依舊繼續擔任左外野手。整季他的打擊率為3成11，他也成為球隊繼大衛·萊特後，第一位連續超過3個球季繳出單季3成以上打擊率的選手。2021年，麥克尼爾的打擊率下滑到2成51，並敲出7轟與35分打點。2022年，因為球隊交易來史達林·馬提，因此麥克尼爾讓出6號改穿1號。

## 個人生活
麥克尼爾在2018年2月3日結婚，並在2019年收養一隻狗。

## 外部連結
- 球員資訊和成績在MLB ，ESPN ，Retrosheet ，Baseball Reference ，Baseball Reference (Minors) ，Fangraphs ，The Baseball Cube （英文）